# Michael Feast
Michael Feast, angleški filmski, odrski in televizijski igralec, * 25. november 1946, Brighton, Sussex, Anglija.
Feast se je rodil v Brightonu in obiskoval Srednjo šolo za govor in dramo. Nastopil je v originalni londonski produkciji muzikla Hair iz leta 1968. Večkrat je sodeloval z Johnom Gielgudom, s katerim je pozneje igral v biografski predstavi Nicolasa de Jongha z naslovom Plague Over England. Predstava je imela pomembno vlogo v odmevni TV-seriji State of Play. Igral je tudi Aerona Greyjoya v šesti sezoni serije HBO Igre prestolov.                                                                                                                   
Njegove druge filmske vloge so v filmih I Start Counting (1970), Private Road (1971), Brother Sun, Sister Moon (1972), Got It Made (1974), Hardcore (1977), The Music Machine (1979), McVicar (1980), The Draughtsman's Contract (1982), Fool (1990), Velvet Goldmine (1998), Prometej (1998), Pleme (1998), Sleepy Hollow (1999), Long Time Dead (2002), Boudica (2003), Penelope (2006), Smrt Lana Stonea (2007) in Tam obstajajo zmaji (2011).

## Filmografija

### Televizija
| Leto | Film                            | Vloga          | Opombe                       |
| ---- | ------------------------------- | -------------- | ---------------------------- |
| 1998 | Midsomer Murders                | Ian Craigie    | Epizoda: Smrt v preobleki    |
| 2007 | Silent Witness                  | Martin Huston  | Epizoda: Hipokratova prisega |
| 2007 | Inšpektor Lynley Mysteries Asst | Komisar Evans  | Epizoda: Know Thine Enemy    |
| 2019 | Vera                            | Leonard Sidden | Epizoda: Galeb               |